# Teologie femministe
(Rosemary Radford Ruether, Sexism and God-talk. Boston, Beacon Press, 1983, p.18)
Con l'espressione teologie femministe si indica, negli studi religiosi, quel particolare approccio teologico che intende rivisitare in modo critico l'indagine religiosa, in particolar modo di ambito cristiano, alla luce delle conclusioni proprie del movimento culturale, filosofico e di trasformazione sociale che va sotto il nome di femminismo.

## Storia
L'emergere di questo approccio teologico si fa risalire ad uno studio della teologa statunitense Valerie Saiving (1921-1992) apparso ad aprile del 1960 sulla prestigiosa rivista accademica The Journal of Religion, rivista pubblicata dall'University of Chicago Press, con il titolo The Human Situation: A Feminine View, dove la studiosa preliminarmente osserva:
(Valerie Saiving, The Human Situation: A Feminine View, incipit; in The Journal of Religion, University of Chicago, aprile 1960)
La domanda teologica sollevata nel 1960 da Valerie Saiving inerisce alla peculiarità dell'esperienza maschile, ad esempio nei campi del "peccato" e dell'"amore", nella elaborazione di una teologia la quale, tuttavia, pretende di risultare unica. La Saiving si domanda quindi se tali argomenti visti da una prospettiva femminile possano acquisire diversi o ulteriori significati.
Negli anni '50 si diffonde nel mondo anglosassone l'importante opera della filosofa francese Simone de Beauvoir, Le Deuxième Sexe (Il secondo sesso), del 1949, la quale argomenta come la rappresentazione dell'universo femminile, sia in ambito letterario che in quello religioso, risulti essenzialmente frutto del punto di vista maschile. 
Nel 1963 viene pubblicato, sempre negli Stati Uniti, lo studio di Betty Friedan,The Feminine Mystique (La mistica della femminilità) dove viene descritto il disagio della condizione femminile negli Stati Uniti di quel periodo, condizione che vincolava le donne in stereotipi sociali che frustravano le loro aspirazioni, e come questo disagio iniziava a produrre gruppi di incontro tra le donne con l'obiettivo di raccontarsi in modo diverso. 
In Germania la teologa cattolica tedesca Elisabeth Schüssler Fiorenza pubblica, nel 1964, Der vergessene Partner in cui viene esplorata per la prima volta in quel contesto la possibilità per le donne del ministero.
Nel 1968, sull'onda della diffusione negli Stati Uniti dell'opera della de Beauvoir, viene pubblicato lo studio della teologa cattolica statunitense Mary Daly, con il significativo titolo The Church and the Second Sex (La chiesa e il secondo sesso), opera che esplicitamente si rifà anche allo studio di Valerie Saiving e che rappresenta una critica radicale al sessismo presente, anche dal punto di vista teologico, nella Chiesa cattolica.
Nel 1975 sulla rivista dei gesuiti Theological Studies viene pubblicata per la prima volta una monografia con il titolo Women: New Dimensions che riportava i primi lavori delle teologhe femministe.
Nel 1986 viene fondata la "European Society of Women in Theological Research" (ESWTR) la quale promuove incontri di studio ogni due anni. Dal 1993 la ESWTR ha avviato la pubblicazione di un annuario di ricerche sul femminismo e sulle teologie femministe. Tra i lavori pubblicati vanno ricordati quelli della studiosa norvegese Kari Elisabeth Børresen, della olandese Catharina Halkes, e della britannica Mary Grey.
Nel 1983 Rosemary Radford Ruether pubblica il primo studio di teologia sistematica femminista, Sexism and God-Talk; nello stesso anno Elisabeth Schüssler Fiorenza pubblica In Memory of Her, la prima ricostruzione storica, dal punto di vista femminista, del cristianesimo primitivo.
Segue in quegli anni l'avvio delle prime cattedre nelle università di materie quali "Storia delle donne" e "Teologia femminista".
Nel 1985 viene avviata la pubblicazione del periodico accademico Journal of Feminist Studies in Religion curato dalla studiosa ebrea Judith Plaskow insieme alla cattolica Elisabeth Schüssler Fiorenza.
Sempre nel 1985 Elisabeth Schüssler Fiorenza e Mary Collins curano la prima monografia della rivista internazionale di teologia cattolica Concilium dedicata alla "teologia femminista".